# Риналдо Бонаколси
Риналдо Пасерино дей Бонаколси (на италиански: Rinaldo Passerino dei Bonacolsi; * 1278, Мантуа, † 16 август 1328, Мантуа) е 4. народен капитан и сеньор на град Мантуа (1309 – 1328).

## Биография
Той е четвъртият син на Джовани дей Бонаколси († 1288) и внук на Пинамонте дей Бонаколси.
През 1328 г. Лудовико Гонзага заточава синовете му Джовани II и Франческо заедно с други роднини в крепост Кастел д'Арио, където те скоро умират. Това послужило за сюжет на картината на Доменико Мороне „Падението на Бонаколсите“.

## Фамилия
Риналдо се жени през 1325 г. за Алиса д'Есте († 1329), дъщеря на Алдобрандино, господар на Ферара. Бракът е бездетен.
Той има три незаконни деца:
- Джовани II дей Бонаколси (1300 – 1328), абат в Мантуа от 1313
- Франческо дей Бонаколси (1300 – 1328), политик
- Берардо II дей Бонаколси, помагал на баща си в управлението на Мантуа